# Asami Yoshida
Asami Yoshida (9 de outubro de 1987) é uma basquetebolista profissional japonesa.

## Carreira
Asami Yoshida integrou a Seleção Japonesa de Basquetebol Feminino, na Rio 2016, que terminou na oitava posição.